# 英屬喀麥隆
英属喀麦隆（英語：British Cameroons）是第一次世界大戰之後國際聯盟託管給大英帝国的西非托管地。英属喀麦隆在1961年被一分为二，北部地区划入独立的尼日利亚，南部地区划入中部非洲的喀麦隆共和国。

## 历史
19世纪末欧洲列强瓜分非洲，现今之喀麦隆领土所辖地区在当时成为德国殖民地，即德属喀麦隆。第一次世界大战期间，德属喀麦隆被英军、法军和比利时军占领，德国战败后，于1922年由国际联盟决策，将之划为托管地，分为法属喀麦隆和英属喀麦隆。英属喀麦隆又分为北喀麦隆和南喀麦隆，前者由两块独立的飞地组成。二战期间，当地约40万原住民中只有3,500人选择参加英军。
1960年1月，法属喀麦隆独立为喀麦隆共和国，尼日利亚也随后独立。1961年2月11日，英属喀麦隆举行公投，北部以穆斯林为主的地区决定加入尼日利亚，而南部地区则投票加入喀麦隆共和国。北喀麦隆在1961年5月31日正式加入尼日利亚，南喀麦隆在10月1日加入喀麦隆共和国。